# Bishop Rock
Bishop Rock (Cornisch: Men an Eskob) is een rots die deel uitmaakt van de Isles of Scilly, een eilandengroep ca. 45 km voor de kust van Cornwall in het Verenigd Koninkrijk. Ook is het de naam van de vuurtoren die op deze rots is gebouwd.

## Locatie
Bishop Rock ligt op ongeveer 7,5 km ten westzuidwesten van het eiland St. Agnes. De rots is net groot genoeg om plaats te bieden aan de vuurtoren die erop staat.

## Geschiedenis
In 1703 keerde Sir Cloudesley Shovel, Rear-Admiral van de Engelse vloot, met zijn schepen terug van een mislukte poging om Toulon in te nemen. Door een navigatiefout liep zijn schip, HMS Association, op de avond van 22 oktober bij de Isles of Scilly op de rotsen, evenals drie andere schepen van zijn vloot. Hierbij kwamen in totaal 1.600 opvarenden om. De bestuurders van Trinity House, de organisatie die verantwoordelijk is voor onder andere alle Engelse vuurtorens, stelden naar aanleiding van deze gebeurtenis vast dat de vuurtoren op St. Agnes, toentertijd de enige op de Isles of Scilly, onvoldoende bijdroeg aan de veiligheid van de scheepvaart in deze gevaarlijke wateren. Ze besloten dat een nieuwe vuurtoren zou worden gebouwd op Bishop Rock, het meest zuidwestelijk gelegen obstakel van de eilandengroep.
Het duurde tot 1847 voordat met de bouw werd begonnen. Toen de toren bijna was voltooid werd hij op 5 januari 1850 tijdens een zware storm door de zee weggespoeld. Onder leiding van James Walker werd in de jaren daarop een nieuwe, steviger versie gebouwd, waarvan het licht op 1 januari 1858 voor het eerst werd ontstoken. De nieuwe toren was 35 m hoog en er was 2.500 ton graniet in verwerkt.
In 1881 werd na een inspectie door Sir James Douglass geconcludeerd dat de vuurtoren nog niet stevig genoeg was. Besloten werd hem te versterken door er als het ware een tweede toren omheen te bouwen, die bovendien 12 m hoger zou worden. Deze verbouwing, waarbij men nog eens 3.200 ton graniet extra in de constructie verwerkte, werd voltooid in oktober 1887.
Bishop Rock werd geëlektrificeerd in 1973. Drie jaar later werd op de toren een helikopter-landingsplaats aangebracht. Sinds 1992 wordt de toren op afstand bediend. De laatste vuurtorenwachters verlieten Bishop Rock op 21 december van dat jaar.
Het licht van de toren (twee witte flitsen per 15 s) heeft een sterkte van 600.000 cd en is onder goede condities zichtbaar op een afstand van 24 zeemijl (ruim 44 km). Op Bishop Rock bevindt zich een misthoorn, die tot op 4 zeemijl (bijna 7,5 km) te horen is.

## Trivia
- Bishop Rock is het oostelijke meetpunt voor pogingen van (passagiers)schepen om een snelheidsrecord te vestigen bij het oversteken van de noordelijke Atlantische Oceaan. Hiermee kan de Blauwe Wimpel worden verdiend, een onderscheiding die tot halverwege de twintigste eeuw als zeer prestigieus werd beschouwd. Met de opkomst van de luchtvaart verloor de Blauwe Wimpel echter aan belang.
- Bishop Rock wordt in het Guinness Book of Records vermeld als het kleinste eiland ter wereld.